# Colibrí de Guerrero
El colibrí de Guerrero (Eupherusa poliocerca) és una espècie d'ocell de la família dels troquílids (Trochilidae) que habita el sud de Mèxic.